# В'єтнамки

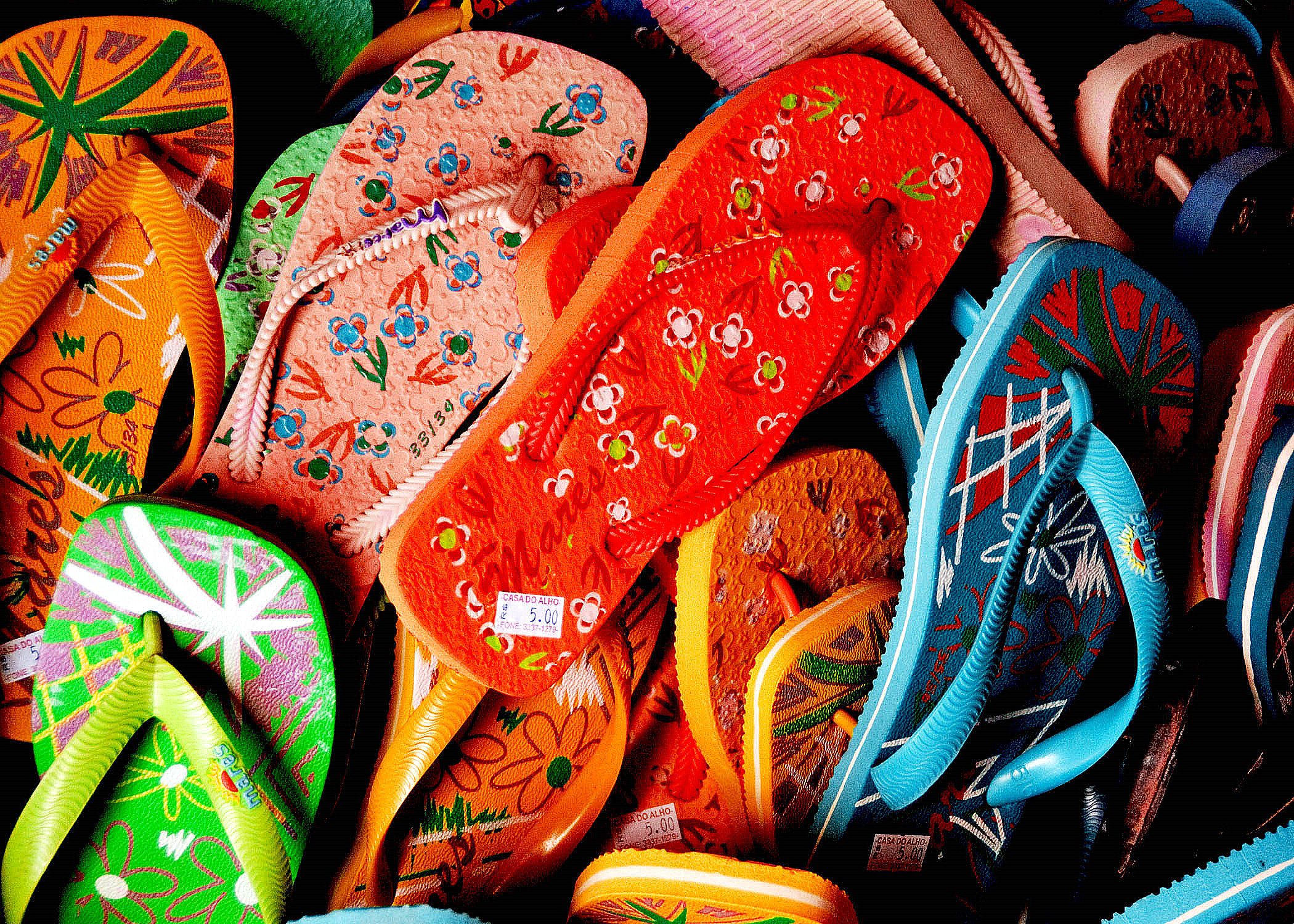
В'єтнамки

В'єтнамки, шльопанці, шльорики — легке взуття у вигляді підошви з ремінцем між першим і другим пальцем.
Зазвичай прийнято носити в'єтнамки без шкарпеток, на босі ноги і в неформальній обстановці, в основному на пляжі. Також в'єтнамки (пластикові, гумові,) часто використовують як взуття для басейну або лазні.
Єдиний виняток, що дозволяє носити в'єтнамки зі шкарпетками — це традиційне японське взуття, наприклад «дзорі». Шкарпетки для такого взуття називаються «табі» і мають спеціальну форму, великий палець в них відділений від інших.

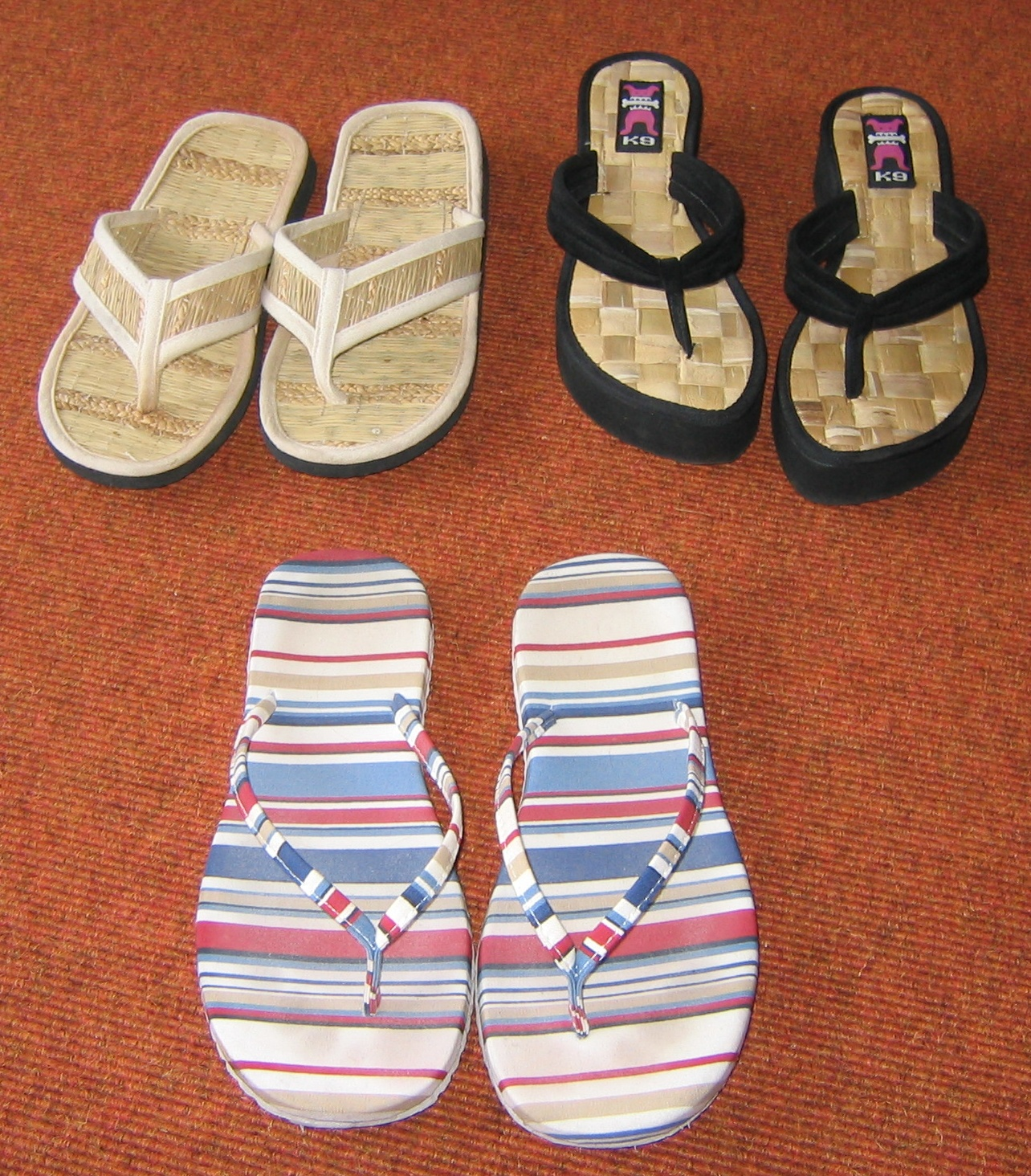
В'єтнамки з соломи, на підборах і пластикові в'єтнамки
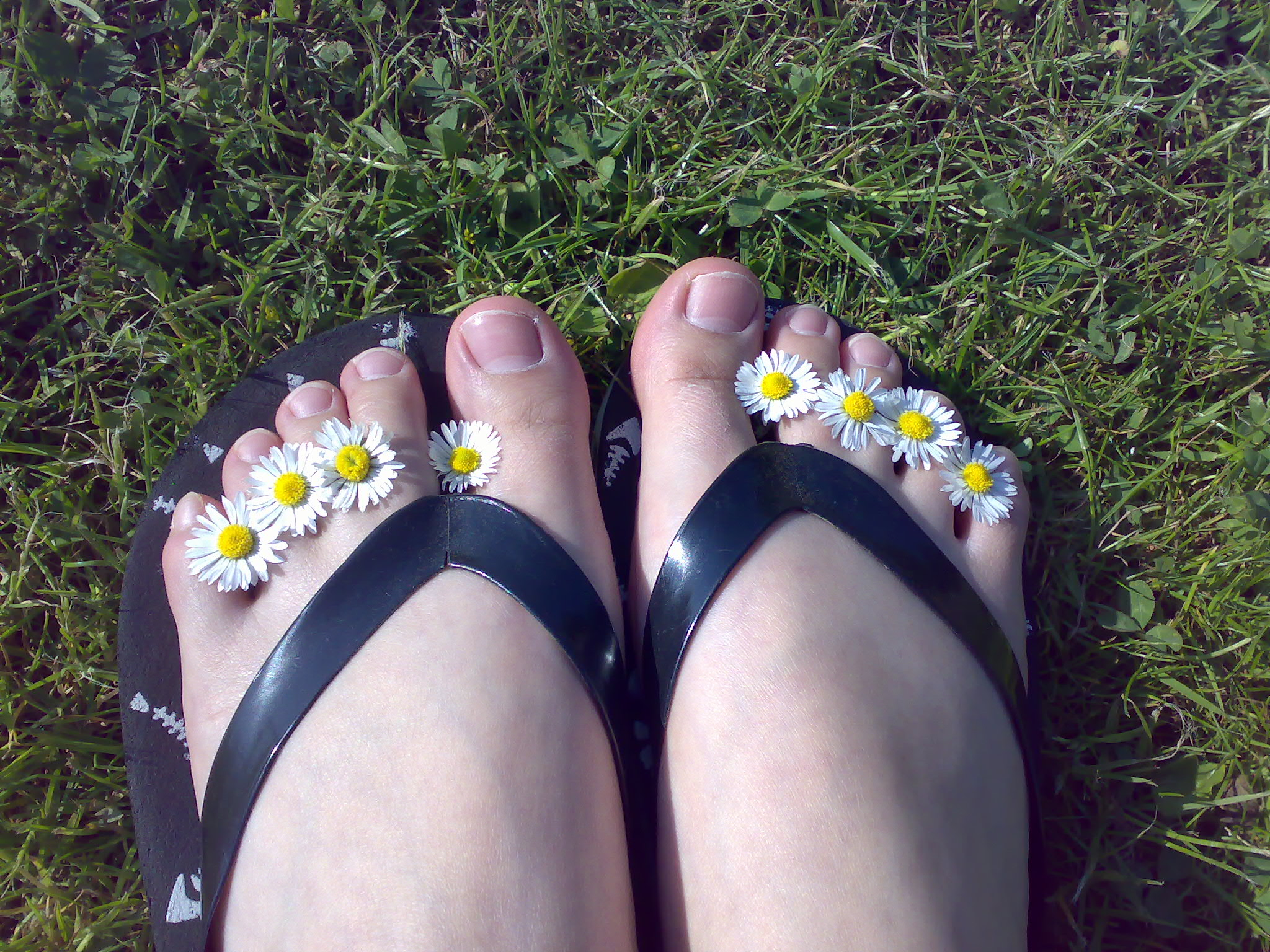
В'єтнамки на ногах
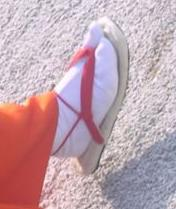
Дзорі — японські традиційні в'єтнамки, надіті з табі — спеціальними шкарпетками
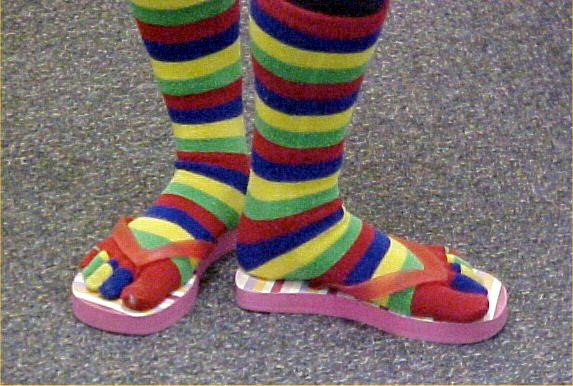
Ще один варіант носіння в'єтнамок зі шкарпетками. Шкарпетки у цьому разі - з окремими пальцями на зразок рукавичок
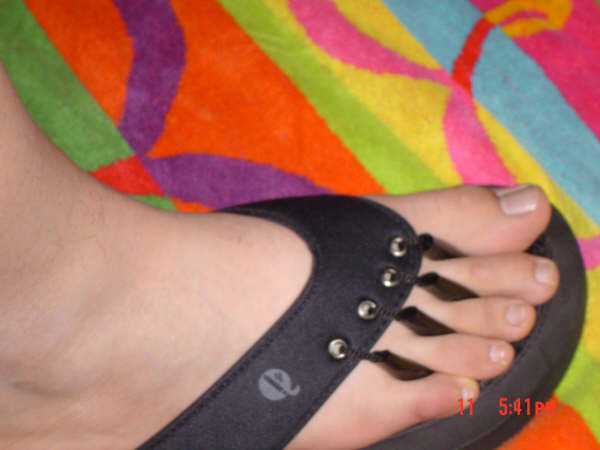
Оригінальні в'єтнамки з 4-ма, а не однією перемичкою